# Wisley
Wisley – wieś w Anglii, w hrabstwie Surrey, w dystrykcie Guildford. Leży 32 km na południowy zachód od centrum Londynu. Miejscowość liczy 204 mieszkańców.